# Vampire Boys 2: The New Brood
Vampire Boys 2: The New Brood è un film del 2013 diretto da Steven Vasquez.
Si tratta del seguito del film Vampire Boys del 2011 con parte del cast cambiato.

## Trama
L'eterna beatitudine di Jasin e Caleb viene messa a dura prova quando il vecchio rivale di Jasin, Demetrius fa ritorno per ottenere la sua vendetta. 
Demetrius progetta di distruggere Jasin creando un esercito di vampiri reclutando vittime nella locale palestra di pugilato.

## Produzione
Nonostante il primo film sia stato quasi un fallimento ai botteghini, il regista Steven Vasquez ha voluto dirigerne un sequel.
L'idea iniziale del film prevedeva che il personaggio di Logan facesse ritorno dalla morte. L'idea venne righettata e venne creato un nuovo nemico per il film.
Nella prima sceneggiatura presentata al regista i personaggi di Tara e Caleb venivano entrambi uccisi. Il regista modificò la cosa non solo salvando la vita ai due ma trasformandoli anche in due eroi.